# Germán Abel Mendoza
Germán Mendoza (San Fernando, Buenos Aires, 10 de abril de 1990) es un futbolista argentino que juega de defensor. Su último equipo fue el Midland, de la Primera C.

## Clubes
| Club       | País      | Año           | PJ  | Goles |
| ---------- | --------- | ------------- | --- | ----- |
| Colegiales | Argentina | 2010-2018     | 159 | 1     |
| Alvarado   | Argentina | 2018-presente | 8   | 0     |
| Midland    | Argentina | 2022-2023     |     |       |